# Narcimont
Narcimont est un hameau de la commune belge de Léglise, dans la province de Luxembourg.
Avant la fusion des communes de 1977, il appartenait déjà à l'ancienne commune de Léglise.

## Situation et description
Bâti sur une colline herbeuse, Narcimont est un petit hameau ardennais étirant ses habitations (principalement des fermes en long avec cour) le long de la rue du Couvent qui traverse la localité entre les villages de Gennevaux et Wittimont. Le hameau est bordé par la forêt d'Anlier située au nord et à l'est.